# Naatu Naatu
"Naatu Naatu" é uma canção indiana em telugu composta por M.M. Keeravani para a trilha sonora de RRR. A letra foi escrita por Chandrabose e cantada por Rahul Sipligunj e Kaala Bhairava. A versão lírica da música foi lançada em 10 de novembro de 2021, pelas gravadoras Lahari Music e T-Series. Visto que o vídeo completo da música foi lançado em 11 de abril de 2022.
A canção também foi lançada em hindi como "Naacho Naacho", em Tamil como "Naattu Koothu", em Kannada como "Halli Naatu" e em Malayalam como "Karinthol". O gancho envolvendo NTR Jr. e Ram Charan dançando juntos se tornou popular. A canção recebeu o Oscar de melhor canção original na nonagésima quinta edição da premiação, tornando-se a primeira canção em telugo, bem como a primeira canção indiana a ganhar o prêmio. 

## Videoclipe
O videoclipe é um clipe direto de uma cena em RRR, que apresenta Ram (Ram Charan) e Bheem (NT Rama Rao Jr.) cantando a letra e dançando melhor que os ricos britânicos em uma festa britânica chique, incentivados pelo amor de Bheem interesse Jenny (Olivia Morris). No clímax da música, Ram e Bheem iniciam uma batalha de dança entre eles e os britânicos, que caem um por um enquanto não conseguem acompanhar; e apesar de ser aplaudido, Ram finge machucar a perna e cai para permitir que Bheem vença a batalha e impressione Jenny. A dança foi coreografada por Prem Rakshith.

## Produção

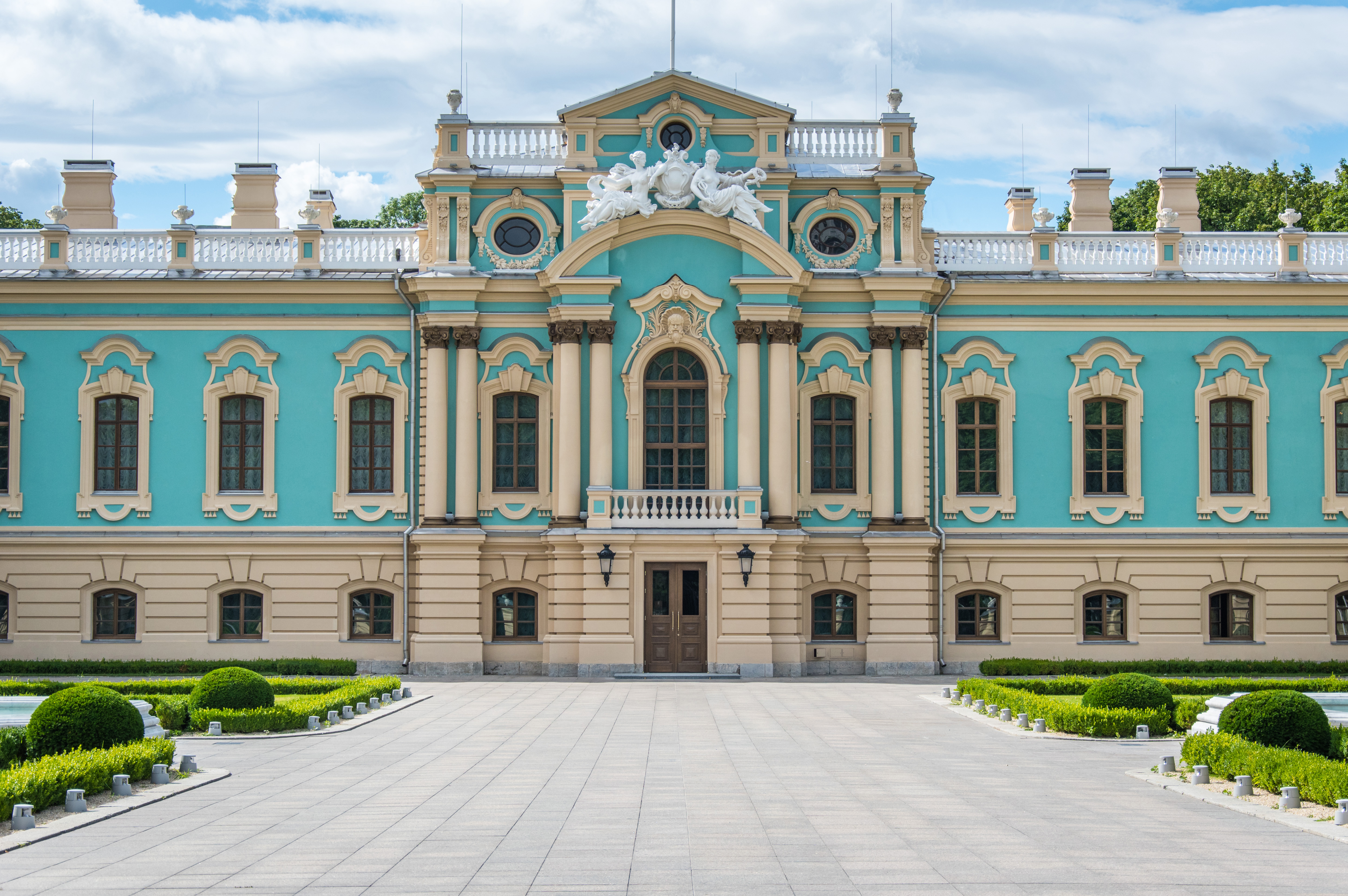
"Naatu Naatu" foi filmado no Palácio Mariinskyi na Ucrânia

"Naatu Naatu" foi filmado em agosto de 2021 na Ucrânia como parte da etapa final de filmagem do filme RRR. As filmagens ocorreram no Palácio Mariinskyi (Palácio Presidencial da Ucrânia) em Kiev, alguns meses antes do início da invasão russa da Ucrânia.

## Recepção

### Resposta do público
A música teve uma recepção positiva do público, elogiando a música. A etapa do gancho, executada por Rama Rao e Charan, se tornou viral nas redes sociais. Charan e Rama Rao frequentemente recriavam a parte viral da dança nas promoções do filme, assim como o diretor Rajamouli na festa de sucesso do filme com o incentivo de Rama Rao.

### Recepção da crítica
OnManorama elogiou a música e afirmou que "As batidas que levantam o humor e os atores mais alegres dançando essas batidas são exatamente o que os fãs esperavam, desde que os fabricantes anunciaram a magnum opus." A. Kameshwari, do The Indian Express, escreveu "Naatu Naatu oferece o dobro da diversão, pois os dois atores atuam juntos na tela e criam uma energia insana, que faz você querer dançar também. A música RRR com certeza pode ser intitulada como a melhor faixa de massa do ano." Uma crítica de Mirchi9 criticou a própria música por ser comum, chamando-a de "um número antigo e útil". No entanto, eles elogiaram a coreografia e o relacionamento de Rama Rao e Charan, chamando-a de "festa visual".

## Prêmios e indicações
| Organização                                                      | Data da cerimônia       | Categoria                     | Resultado | Ref.   |
| ---------------------------------------------------------------- | ----------------------- | ----------------------------- | --------- | ------ |
| Óscar                                                            | 12 de março de 2023     | Melhor canção original        | Venceu    | [ 9 ]  |
| Prêmios da Crítica Independente de Chicago                       | 21 de janeiro de 2023   | Melhor Canção Original        | Pendente  | [ 25 ] |
| Prêmios da Associação de Críticos da Flórida Central             | 6 de janeiro de 2023    | Melhor Canção Original        | Indicado  | [ 26 ] |
| Critics' Choice Movie Awards                                     | 15 de janeiro de 2023   | Melhor Música                 | Venceu    | [ 27 ] |
| Prêmios da Sociedade de Críticos de Cinema de Denver             | 16 de janeiro de 2023   | Melhor Canção Original        | Venceu    | [ 28 ] |
| Discutindo Prêmios de Críticos de Cinema                         | 4 de janeiro de 2023    | Melhor Canção Original        | Venceu    | [ 29 ] |
| Prêmios da Associação de Críticos de Cinema da Geórgia           | 13 de janeiro de 2023   | Melhor Canção Original        | Indicado  | [ 30 ] |
| Prêmios Globo de Ouro                                            | 10 de janeiro de 2023   | Melhor Canção Original        | Venceu    | [ 31 ] |
| Prêmios da Sociedade de Críticos de Cinema do Havaí              | 13 de janeiro de 2023   | Melhor Música                 | Indicado  | [ 32 ] |
| Prêmios de Cinema da Associação de Críticos de Hollywood         | 17 de fevereiro de 2023 | Melhor Canção Original        | Pendente  | [ 33 ] |
| Hollywood Music in Media Awards                                  | 16 de novembro de 2022  | Música – Apresentação na Tela | Indicado  | [ 34 ] |
| Prêmios da Sociedade de Críticos de Cinema de Houston            | 18 de fevereiro de 2023 | Melhor Canção Original        | Pendente  | [ 35 ] |
| Prêmios da Sociedade de Críticos de Cinema de Las Vegas          | 12 de dezembro de 2022  | Melhor Canção Original        | Indicado  | [ 36 ] |
| Prêmios da Associação de Críticos de Cinema da Cidade da Música  | 9 de janeiro de 2023    | Melhor Canção Original        | Venceu    | [ 37 ] |
| Prêmios da Associação de Críticos de Cinema da Carolina do Norte | 3 de janeiro de 2023    | Melhor Canção Original        | Venceu    | [ 38 ] |
| Prêmios da Sociedade de Cinema de Dakota do Norte                | 16 de janeiro de 2023   | Melhor Canção Original        | Indicado  | [ 39 ] |
| Prêmios Satellite                                                | 11 de fevereiro de 2023 | Melhor Canção Original        | Pendente  | [ 40 ] |

## Recordes
Dentro de 24 horas de seu lançamento, a música ultrapassou 17 milhões de visualizações em Telugu (tornando-se a música Telugu mais vista) e 35 milhões de visualizações em todos os cinco idiomas. Também se tornou a música telugu mais rápida a ultrapassar 1 milhão de curtidas, Em fevereiro de 2022, a música ultrapassou 200 milhões de visualizações em todos os idiomas.

## Desempenho nas tabelas de músicas
| Ano       | Tabela musical                          | Melhor posição | Intervalo de tempo na tabela | Ref.   |
| --------- | --------------------------------------- | -------------- | ---------------------------- | ------ |
| 2021-2022 | Mirchi Music Top 20 Contagem regressiva | 1              | 24 semanas                   | [ 43 ] |